# Pentre Saron
Pentre Saron, teilweise auch nur Saron, ist ein Dorf im Westen der Community Llanrhaeadr-yng-Nghinmeirch in der Principal Area Denbighshire in Nordwales.

## Geographie
Pentre Saron liegt im Westen der Community Llanrhaeadr-yng-Nghinmeirch unweit der Grenze zur Community Nantglyn in Denbighshire in Nordwales. Das Dorf liegt an einer Straßenkreuzung nördlich des 404 Meter hohen Moel Ytta und südlich der Quelle des Nant Mawr. Das Dorf, dessen Umland ackerbaulich geprägt ist, besteht größtenteils aus Wohngebieten, einem Campingplatz und einer Kapelle. Die Saron Welsh Calvinistic Methodist Chapel wurde 1826 errichtet und etwa 1850 maßgeblich saniert. Das im Norden liegende, ans Dorf grenzende Ackerland soll unter Umständen ebenfalls zu Bauland werden und somit das Dorf vergrößern. Das Gebiet im Westen und im Norden soll eventuell außerdem temporär dafür genutzt werden, die Konstruktion von Windkraftanlagen zu erleichtern.